# Železniška postaja Nabrežina Razpotje
Železniška postaja Nabrežina Razpotje (italijansko Stazione di Bivio d'Aurisina) je železniška postaja na skupnem odseku prog Videm-Trst in Benetke-Trst, ki je odcep proge za Dunaj.